# Союз ТМ-23
Союз ТМ-23 е пилотиран космически кораб от серията „Союз ТМ“ към станцията „Мир“ и 99-и полет по програма „Союз“.

## Екипаж

### При старта

#### Основен
- Юрий Онуфриенко (1) – командир
- Юрий Усачев (2) – бординженер

#### Дублиращ
- Василий Циблиев – командир
- Александър Лазуткин – бординженер

### При кацането
- Юрий Онуфриенко – командир
- Юрий Усачев – бординженер
- Клоди Еньоре – космонавт-изследовател

## Параметри на мисията
- Маса: 7150 кг
- Перигей: 201 км
- Апогей: 246 км
- Наклон на орбитата: 51,6°
- Период: 88,7 мин

## Описание на полета
„Союз ТМ-23“ извежда в орбита 21-ва дълговременна експедиция на станцията „Мир“. След около шестдневен съвместен полет екипажът на 21-ва основна експедиция се приземи с кораба Союз ТМ-22.
По време на полета са извършени шест излизания в открития космос:

### Космически разходки
| № | Участници                   | Начало                 | Край                   | Продължителност    |
| - | --------------------------- | ---------------------- | ---------------------- | ------------------ |
| 1 | Юрий Усачев Юрий Онуфриенко | 15 март 1996 01:04 UTC | 15 март 1996 06:55 UTC | 5 часа и 51 минути |
| 2 | Юрий Усачев Юрий Онуфриенко | 20 май 1996 22:05 UTC  | 21 май 1996 04:10 UTC  | 5 часа и 20 минути |
| 3 | Юрий Усачев Юрий Онуфриенко | 24 май 1996 20:47 UTC  | 25 май 1996 03:30 UTC  | 5 часа и 43 минути |
| 4 | Юрий Усачев Юрий Онуфриенко | 30 май 1996 18:20 UTC  | 30 май 1996 22:40 UTC  | 4 часа и 20 минути |
| 5 | Юрий Усачев Юрий Онуфриенко | 6 юни 1996 16:56 UTC   | 6 юни 1996 20:30 UTC   | 3 часа и 34 минути |
| 6 | Юрий Усачев Юрий Онуфриенко | 13 юни 1996 12:45 UTC  | 13 юни 1996 18:27 UTC  | 5 часа и 42 минути |

През март към станцията се скачва совалката Атлантис, мисия STS-76. Това е петия полет и трето скачване по програма Мир-Шатъл. Със совалката са доставени различни материали, необходими за станцията. Доставен е и американският член на екипажа на основната експедиция - Шанън Лусид. Това поставя началото на около две годишно постоянно американско присъствие на борда на станцията. По време на съвместния полет Линда Годуин и Майкъл Клифърд от екипажа на совалката правят излизане в открития космос с продължителност 6 часа и 2 минути.
През април е изстрелян и скачен последният модул на станцията Мир – „Природа“.
По време на полета са посрещнати автоматичните товарни кораби Прогрес М-31 и М-32.
По финансови причини е збавен стартът на следващия екипаж и полетът продължава около два месеца повече от планираното. Томас Райтер става най-продължително летелия неруснак в космоса към момента.